# Annweiler am Trifels
Annweiler am Trifels (pronunciación en alemán: /ˈanvaɪlɐ ʔam ˈtʁiːfɛls/ⓘ), o simplemente Annweiler es una ciudad en el distrito de Südliche Weinstraße, en el estado de Renania-Palatinado, Alemania. Se halla sobre el río Queich, 12 kilómetros al oeste de Landau. La estación de tren se encuentra en la vía férrea Landau–Saarbrücken .
Annweiler está ubicado en la parte sur del Bosque del Palatinate, llamado el Wasgau, y está rodeado por altas colinas que producen una famosa arenisca roja. La industria principal de la ciudad es turismo.  En el monte Sonnenberg (493 m) yacen las ruinas del castillo de Trifels, en el cual Ricardo I de Inglaterra fue encarcelado del 31 de marzo al 19 de abril de 1193.
Annweiler es la sede del Verbandsgemeinde ("colectividad municipal") de Annweiler am Trifels.
En una edición del año 1911 de la Enciclopedia Brockhaus, el área alrededor de Annweiler fue llamada "Pfälzer Schweiz".

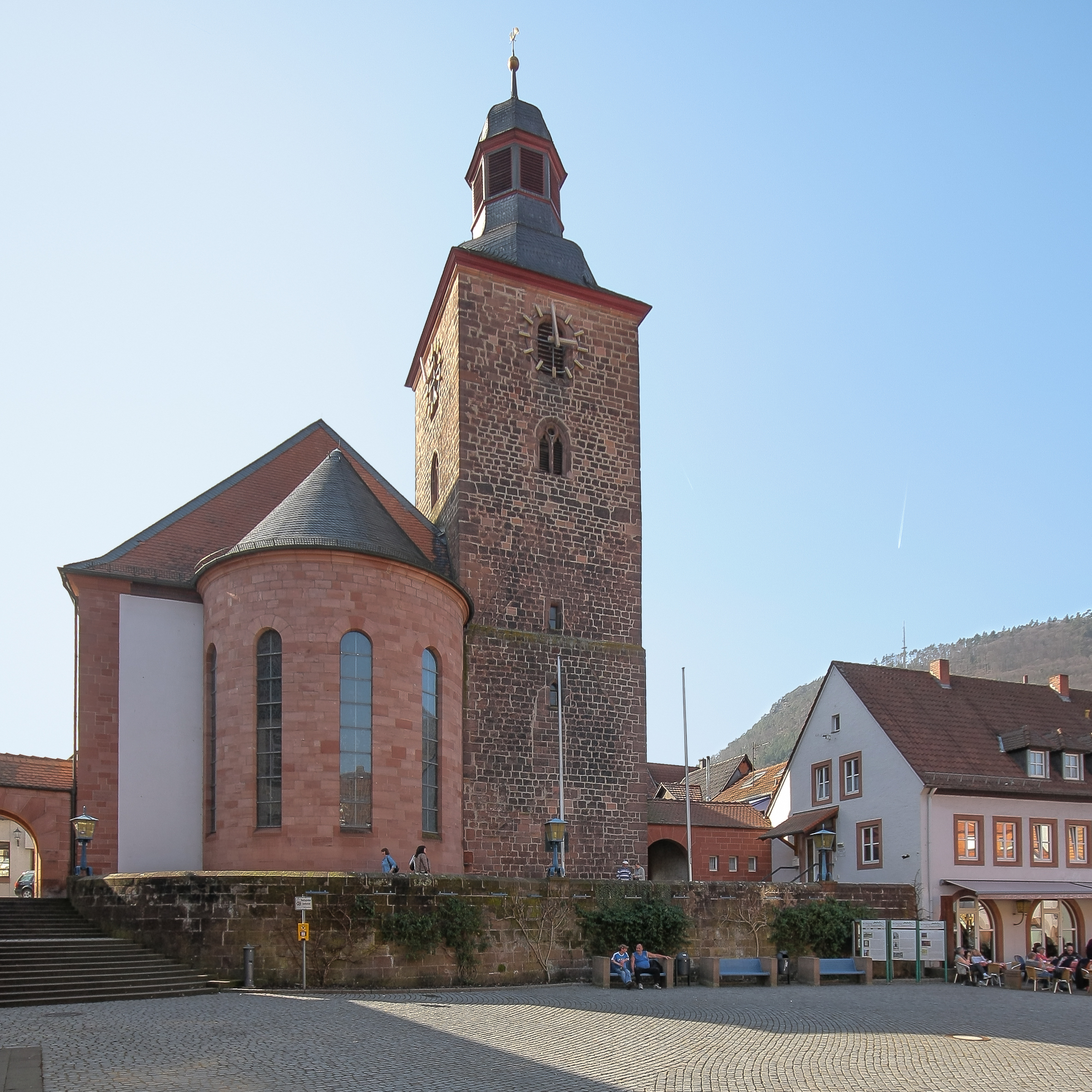
Iglesia protestante en el Marktplatz

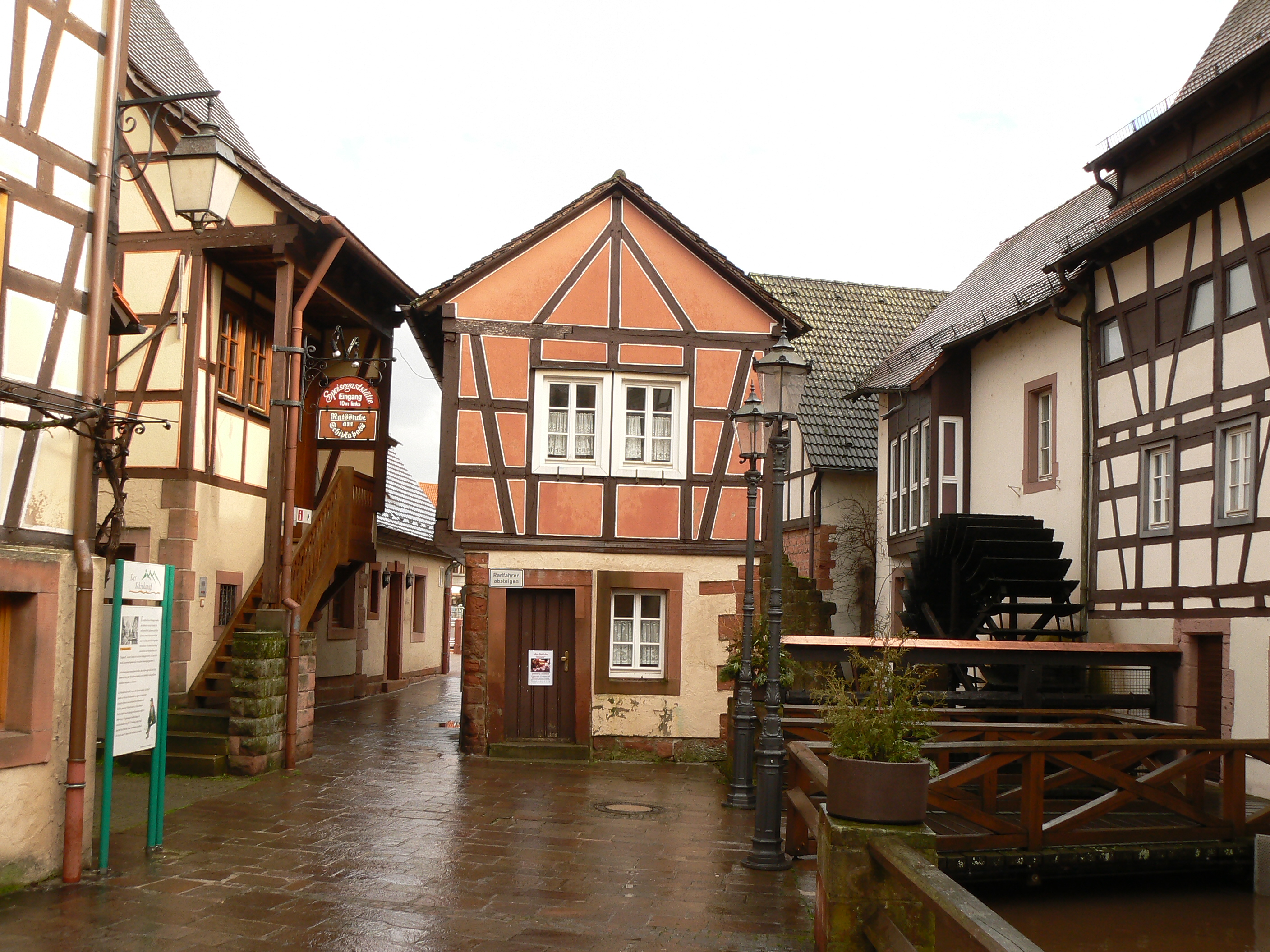
Annweiler am Trifels

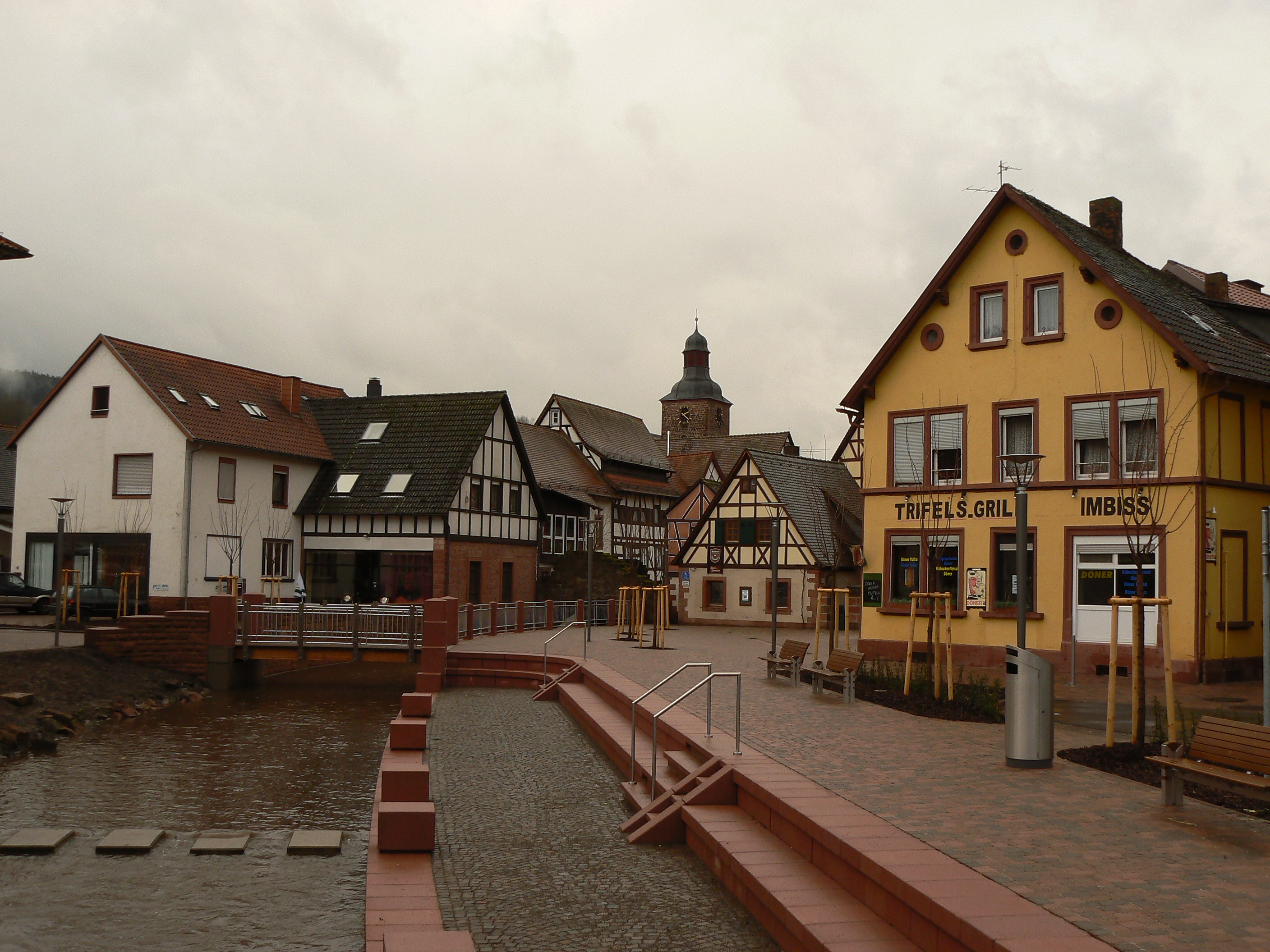
Annweiler am Trifels

## Relaciones internacionales
Annweiler am Trifels está hermandado con:
- Ambert, Francia
- Gorgonzola, Italia